# Hospital de Gaustad

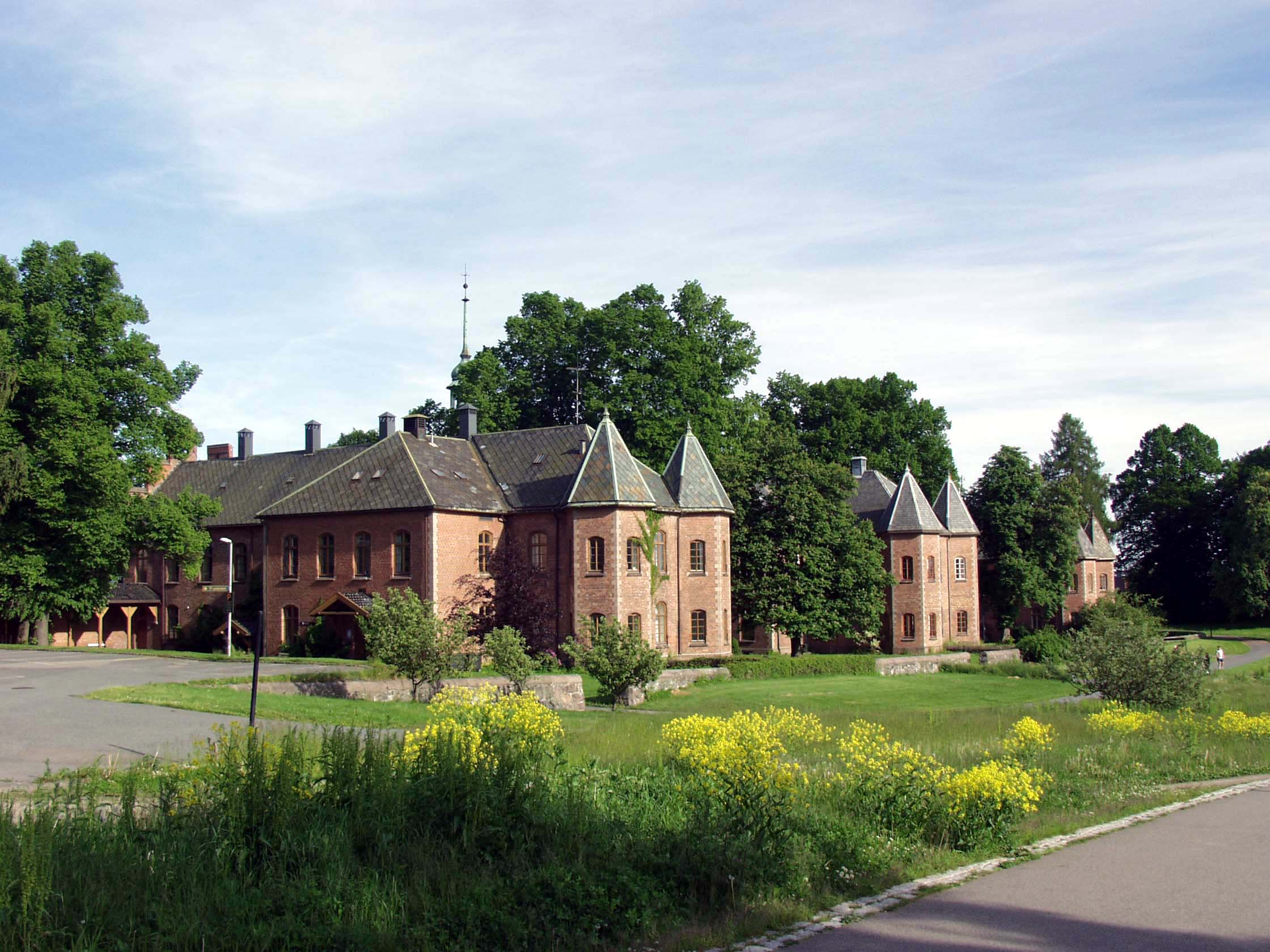
Hospital de Gaustad

O Hospital de Gaustad (em norueguês:  Gaustad sykehus) é um hospital psiquiátrico localizado em Gaustad, Oslo, na Noruega. Fundado em 1855, o seu mentor foi Herman Wedel Major, e o seu artitecto Heinrich Ernst Schirmer. Faz parte do Hospital da Universidade de Aker. A partir de 1 de Janeiro de 2009, o Hospital da Universidade de Aker passou a integrar o Hospital da Universidade de Oslo, subsidiário da Autoridade Regional de Saúde da Região Sul e Oriental de Noruega.